# Microdesmus lanceolatus
Microdesmus lanceolatus is een straalvinnige vissensoort uit de familie van wormvissen (Microdesmidae). De wetenschappelijke naam van de soort is voor het eerst geldig gepubliceerd in 1962 door Dawson.